# Ultraman Taiga
Ultraman Taiga (ウルトラマンＴ Urutoraman Taiga) là bộ phim tokusatsu của Nhật Bản được sản xuất bởi Tsuburaya Productions. Đây là phần thứ 31 của Ultra Series, phần đầu tiên được phát hành trong thời kỳ Lệnh Hoà và là phần thứ bảy trong New Generation Hero (ニュージェネレーションヒーロー Nyū Jenerēshon Hīrō). Bộ phim được phát sóng trên TV Tokyo từ  6/7/2019.
Khẩu hiệu chính của bộ phim là "Câu chuyện về con trai của Taro,  Taiga là đây!", "Đi nào, bạn thân! Buddy Go!" (Iku ze ai bō! Badi Gō!).

## Nội dung
12 năm trước, Tregear đã làm lấy đi sức mạnh của các New Generation Heroes. Kế thừa sức mạnh của họ, Tri-Squad cố gắng tiếp tục trận chiến và bảo vệ vũ trụ. Taiga đã hợp nhất với một cậu bé tên là Hiroyuki để cứu cậu sau khi người bạn đồng hành Guesra "Chibisuke" của cậu bị bắt cóc.
Ở hiện tại, Hiroyuki gia nhập tổ chức an ninh tư nhân E.G.I.S để quản lý người ngoài hành tinh sinh sống trên Trái Đất. Trong khi xử lý một vụ án liên quan đến Hội Phản Diện, Taiga hồi phục và cùng Hiroyuki biến hình để chiến đấu với những con quái vật khổng lồ cùng thế lực bí ẩn đứng sau bởi Tregear.

## Tập phim

### Ultra Galaxy Fight: New Generation Heroes
Ultra Galaxy Fight: New Generation Heroes (ウルトラギャラクシーファイト ニュージェネレーションヒーローズ Urutora Gyarakushī Faito Nyū Jenerēshon Hīrōzu) là phần đầu tiên của miniseries Ultra Galaxy Fight, phát sóng từ ngày 29 tháng 9 đến ngày 22 tháng 12 năm 2019.

### Ultraman Taiga The Movie
Ultraman Taiga The Movie (劇場版 ウルトラマンタイガ ニュージェネクライマックス Gekijō-ban Urutoraman Taiga Nyū Jene Kuraimakkusu, also called "Ultraman Taiga The Movie: New Generation Climax") là bộ phim chuyển thể của Ultraman Taiga được công bố vào ngày 15 tháng 12 năm 2019 tại Tokyo Dome City trong sự kiện Tsubucon của Tsuburaya Productions. Ngoài dàn diễn viên gốc của loạt phim, còn có sự xuất hiện của khách mời là các New Generation Heroes trước đó. Ban đầu bộ phim bị trì hoãn so với ngày phát hành ban đầu (ngày 6 tháng 3 năm 2020) do đại dịch COVID-19 ở Nhật Bản sau đó bộ phim đã ra rạp vào ngày 7 tháng 8 năm 2020.
Bộ phim xoay quanh Hiroyuki là mục tiêu của một kẻ thù không xác định, buộc các thành viên khác của New Generation Heroes lần lượt xuất hiện và cùng nhau thách thức sức mạnh của bóng tối vĩ đại. Ngoài ra, cha của Taiga, Ultraman Taro, đã đến Trái đất nhưng lại tấn công con trai của mình trong những tình huống bí ẩn.

### Tri-Squad Voice Drama
Tri-Squad Voice Drama (トライスクワッド ボイスドラマ Torai Sukuwaddo Boisu Dorama) là một bộ phim truyền hình được phát trên kênh YouTube của Tsuburaya Productions.
1. Future Memories (未来の思い出 Mirai no Omoide?)
2. The Return of Titas (タイタスの帰還 Taitasu no Kikan?)
3. Who Is the Leader? (リーダーは誰だ Rīdā wa Dare da?)
4. The Ultraman Titas (ザ★ウルトラマンタイタス Za Urutoraman Taitasu?)
5. The Next Opportunity (次の機会に Tsugi no Kikai ni?)
6. A Loser's Son (負け犬の子 Makeinu no Ko?)
7. If You Could Be a Teacher (もしも教師になったら Moshimo Kyōshi ni Nattara?)
8. Who Do Those Fists Fight For (その拳は誰がために Sono Kobushi wa Ta ga Tame ni?)
9. The Fierce Battle on the Golden Planet (黄金惑星の激闘 Ōgon Wakusei no Gekitō?)
10. All Terrible-Monsters Attack (超獣総進撃 Chōjū Sōshingeki?)
11. Wind and Flower (風と花 Kaze to Hana?)
12. How Do You Judge Whether Someone Is Your Superior? (目上の人かの判断ってどこでする？ Meue no Hito ka no Handan-tte Doko de Suru??)
13. Thank You (ありがとな Arigato na?)